# Lucas Pinto
Lucas Pinto (Medina de Rioseco, Castilla, Monarquía Hispánica, 24 de octubre de 1540 - San Salvador, Reino de Guatemala, 1588) fue un militar, que alcanzó el rango de capitán, y que se desempeñó como corregidor de Xilitla (de 1576 a 1578), corregidor de Ichcateopan (de 1578 a 1581), y como alcalde mayor de San Salvador (desde 1586 hasta su fallecimiento, siendo el primero cuya jurisdicción también incluía a las provincias de San Miguel y Choluteca), y que además fue cronista de Indias.

## Biografía
El capitán Lucas Pinto Cuadrado nació en Medina de Rioseco el 24 de octubre de 1540 como hijo de Juan Pinto "el joven" (comerciante exportador de lanas a Flandes y arrendatario de la Casa del Peso de Medina de Rioseco) y Francisca Quadrado. Descendiente por ambos padres de dos linajes de mercaderes riosecanos, con posible origen judeoconverso; por parte paterna era nieto de Juan Pinto "el viejo", hombre de negocios, que según un pleito de hidalguía (de un descendiente suyo) fue el "primero de este nombre que llegó a Medina de Rioseco", aunque sin especificar su lugar origen.
A principios de la década de 1560s fue tesorero de los galeones que el general Diego Flores de Valdés lideraba en un viaje de España al continente americano; luego de ello se quedaría a vivir en el Gobernación de la Florida, en donde destacaría como militar y alcanzaría el grado de capitán. Varios de sus familiares emigraron junto a él a América, como fue el caso de su sobrino carnal Baltasar de Amberes Pinto o Pinto de Amberes, que ocupó el cargo de correo mayor de Guatemala y juez oficial del real puerto de Acajutla.
El 26 de febrero de 1567 el gobernador, capitán general y adelantado de las provincias de la Florida Pedro Meléndez de Avilés certificó que Pinto había servido en su compañía en la jornada contra los franceses. Posteriormente estuvo bajo el mando del general Santiago de Archiniesa para que ayudase a las islas de Barlovento y proveyese de soldados, víveres y municiones a los fuertes de Santo Domingo, Puerto Rico y La Habana.
En 1576 el virrey, gobernador y capitán general de Nueva España Martín Enríquez de Almansa lo nombró corregidor de Xilitla, cargo que ostentaría hasta el año de 1578 cuando el mismo virrey lo nombró corregidor de Ichcateopan (que ejercería hasta el año de 1581), donde escribiría su relación sobre los pueblos de dicha provincia, y en cuyo juicio de residencia (que se le hacía a los gobernantes de las distintas provincias al finalizar su mandato) se le sentenció a pagar 10 pesos de oro.
En 1581, se presentó ante la real audiencia de Nueva España para real su probanza de méritos, con el fin de que la corona española le concediese una plaza; sin embargo, el documento está incompleto, por lo que se desconoce sus resultados.
En 1586 el rey Felipe II lo nombró alcalde mayor de las provincias de San Salvador, San Miguel y Choluteca. En el año de 1587 se avistaron en las costas del golfo de Fonseca las embarcaciones de Desire, Contente y Gerge capitaneadas por el corsario inglés Thomas Cavendish, que las autoridades españolas confundirían con Francis Drake; lo que alarmó a la población, por lo que Pinto se trasladó al Puerto de la Acajutla (de la Alcaldía mayor de Sonsonate) con su sobrino Baltazar Pinto de Amberes -junto con una tropa conformada por peninsulares, criollos, indígenas, mulatos y africanos-, sin embargo, dicho esfuerzo sería en vano ya que Cavendish nunca desembarcó.
El capitán Lucas Pinto fallecería en San Salvador en el año de 1588, cuando aún seguía desempeñándose como alcalde mayor. A su muerte, legó a Medina de Rioseco una importante dotación. Su hermana, Isabel Pinto, se desposó con Mateo de Amberes, miembro de una próspera familia de comerciantes flamencos asentada en Medina desde el siglo XV.

## Obras
- Relación de Ichcateopán